# Pouteria surumuensis
Pouteria surumuensis är en tvåhjärtbladig växtart som beskrevs av Charles Baehni. Pouteria surumuensis ingår i släktet Pouteria och familjen Sapotaceae. Inga underarter finns listade i Catalogue of Life.